# التموين والنقل الملكي الأردني
التموين والنقل الملكي الأردني هو أحد تشكيلات القوات البرية الملكية الأردنية في  الجيش العربي، ولقد انطلق التشكيل عام 1948 تحت اسم مديرية الإعاشة والنقليات.

## التطور
انطلق التشكيل عام 1948 تحت اسم مديرية الإعاشة والنقليات؛ حيث كانت تضم مستودعات التموين المركزي، وفي 1950 صار اسم القيادة قيادة التموين والنقل وكانت تضم ثلاث سرايا، إحداهما سرية النقليات المركزية، وفي عام 1953 تحولت لتصبح مديرية تموين ونقل الجيش العربي؛ إذ أضيف لها سرية النقليات الثالثة ومركز الصيانة الأمامي. وعام 1955 صدرت «الإرادة الملكية السامية» من الملك الحسين بن طلال بتسمية التموين باسم التموين والنقل الملكي. وفي عام 1967 صار التموين يتألف من مديرية التموين، وتموين ونقل الفرقة الأولى، وتموين ونقل الفرقة الثانية.

## أبرز الواجبات
تعد الواجبات المسندة للتموين والنقل الملكي من المهمات العسكرية الإسنادية؛ حيث تناط به إدامة كل ما تحتاجه القوات المسلحة من الأرزاق والوقود والنقل بالتنسيق مع قادة المناطق العسكرية في حالتي السلم والحرب، كما أتاك بالتموين نقل المقاطعات المتحررة من وإلى مسرح العمليات. إضافةً إلى ذلك، يقوم التموين بتدريب الضباط على دورات في إدارة الموارد والإدارة التأسيسية والمتوسطة والتموين، وكذا تدريب الكتبة المحاسبين والطهاة وما إلى ذلك من مهن، وتوفير ما يتعلق بإطفاء الحرائق.